# Джаяварман I
Джаяварман — індійський магараджа Малави з династії Парамара.

## Правління
Син  Ясовармана II. Посів трон 1142 року. Уклав політичний союз з Гаякарною Калачура, магараджахіраджею Чеді. Джаяварман намагався відновити контроль над містом Дхар, столицею Парамара, яку втратив його попередник у боротьбі з правителем Чаулук'їв Джаясімхою Сіддхараджою. Це вдалося 1143 року, але повністю відновити владу над Малавою не зміг.
В подальшому невдало воював проти Джагадекамалли II, правителем Західних Чалук'їв, та Вішнувардхани, магараджахіраджею Хойсалів. Помер 1143/1144 року. Владу захопив узурпатор Баллала, проти якого до 1160 року боровся Віндхіяварман, син Джаявармана.